# Diaptomus shoshone
Diaptomus shoshone är en kräftdjursart som beskrevs av Forbes. Diaptomus shoshone ingår i släktet Diaptomus och familjen Diaptomidae. Inga underarter finns listade i Catalogue of Life.